# 稚内プレス
稚内プレス（わっかないプレス）は、稚内プレス社が北海道稚内市で発行する日刊地方紙（一般紙）である。

## 概要
主に稚内市内の話題を報じる日刊紙である。配達対象地域も稚内市内であるが、宗谷岬・声問村（恵北・樺岡・沼川・曲渕）・抜海村（抜海・勇知）・宗谷村（富磯・宗谷・清浜・東浦）は宅配対象外である。
タブロイド判、月額700円。日刊紙で日本最安値。一部の記事は自社のウェブサイトに掲載している。電子版は紙面レイアウトのままCatalog Pocketで配信。電子版はかつて無料であったが、2023年9月から月額440円に有料化された。
日曜日・祝祭日・旧盆・1月1日 - 1月5日は原則休刊（ただし選挙などがある場合は臨時発行）。

## 沿革
- 1950年 創刊、当初は週に1回程度の不定期刊行[5]
- 1953年頃 週6日発行に[5]
- 1954年1月25日 第3種郵便物認可
- 2020年9月18日 創刊2万号[6]
- 2022年11月24日 紙面カラー化[7]

## 特徴

### 紙面
- タブロイド判1枚、2面構成
- 土曜版は2枚4面構成となり、3面、4面は1週間分のテレビ欄
- 1面コラムは「天北堆」
- 「社説」と称されるものはないが、1面「時の話題」「先週のことども」として社長の思うことが毎号掲載される
- 1面に「天気予報」が掲載される。予報地域が稚内である旨は記されない
- 1面に「映画案内」としてティ・ジョイ稚内の上映予定が掲載される
- 不定期に「星占い」が掲載される
- 不定期に読者投稿による「プレス川柳」が掲載される
- 不定期読者投稿による「読者コーナー」が掲載される。内容は何かを批判する論調のものが多い
- 取材による訃報は2面に1段記事で掲載される
- 依頼による訃報は2面に2段、任意の行の枠で掲載される

## 不祥事
- 2022年3月9日「時の話題」で前日3月8日の国際女性デーにちなみ、筆者である社長が過去に女性に対して暴力を振るっていたことが記され、同記事は自社ウェブサイト上でも掲載されたことから、女性蔑視やドメスティックバイオレンスを正当化しているなどの批判がウェブ上を中心になされた。「多大なる不快感を与えた」として、自社ウェブサイト上からは同記事を削除し、同月12日に筆者名義で謝罪文を掲載した[8]。

## 購読料の変遷
- 1992年4月 200円から500円に[9]
- 2016年8月 600円[9]
- 2023年4月 700円[2]